# جونگ یونگ-سون
جونگ یونگ-سون (انگلیسی: Jeon Young-sun؛ زادهٔ ۸ آوریل ۱۹۷۴) بازیکن هاکی روی چمن اهل کره جنوبی بود.
از افتخارات وی میتوان به کسب مدال نقره در بازی‌های المپیک تابستانی ۱۹۹۶ اشاره کرد.